# Melón (kommun)
Melón är en kommun i Spanien.  Den ligger i provinsen Ourense i den autonoma regionen Galicien i nordvästra delen av landet, 400 km nordväst om huvudstaden Madrid. Antalet invånare är 1 109 (2024).